# Heilige Dreifaltigkeit und Heiliger Johannes von Nepomuk (Breitenstein)

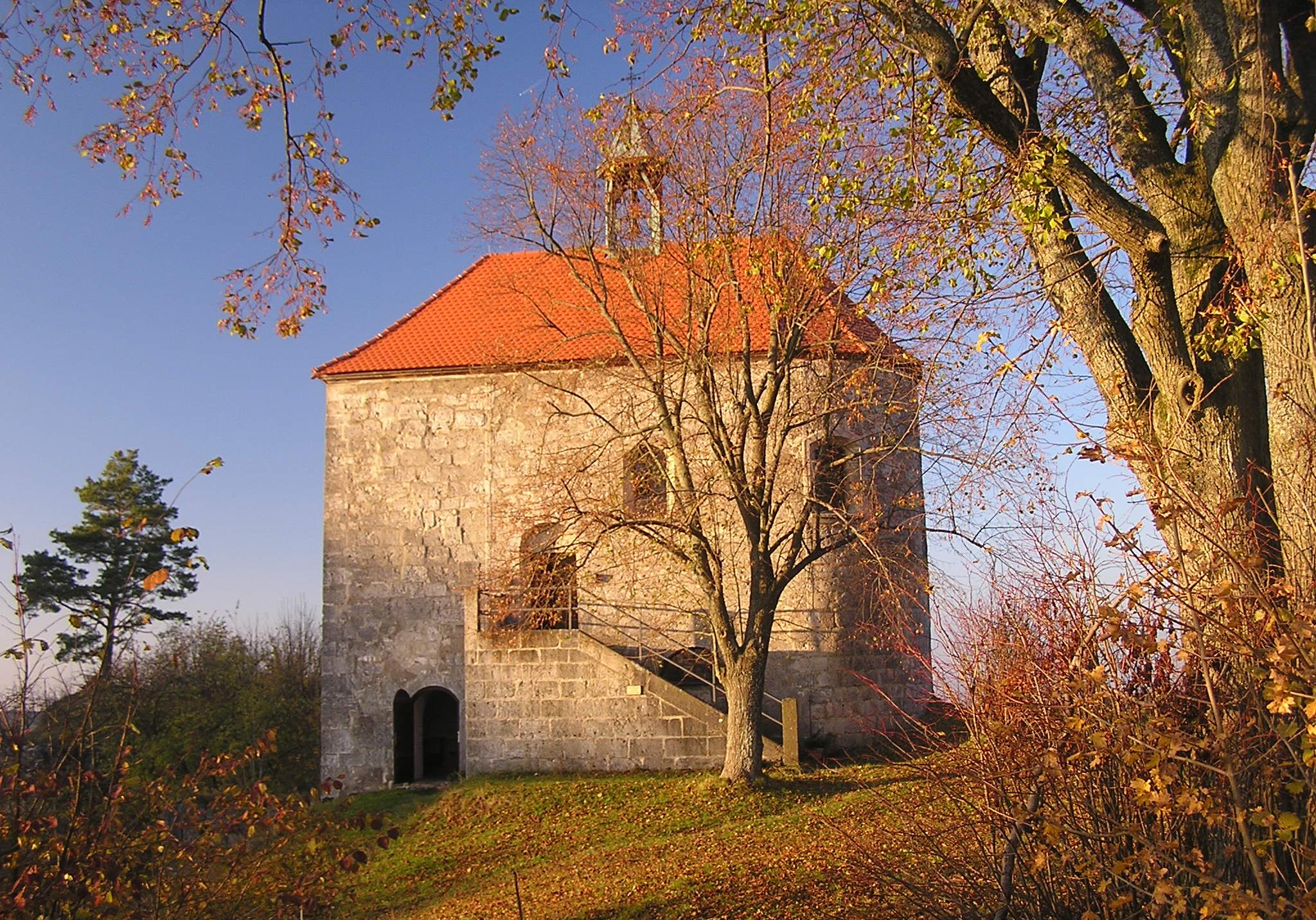
Heilige Dreifaltigkeit und Heiliger Johannes von Nepomuk (Breitenstein)

Die denkmalgeschützte ehemalige Burgkapelle Heilige Dreifaltigkeit und Heiliger Johannes von Nepomuk steht in Breitenstein, einem Ortsteil des Marktes Königstein im Landkreis Amberg-Sulzbach der Oberpfalz. Das Bauwerk ist unter der Denkmalnummer D-3-71-135-17 als Baudenkmal in die Bayerische Denkmalliste eingetragen.

## Beschreibung
Die romanische zweigeschossige Kapelle wurde in der Mitte des 12. Jahrhunderts erbaut. Ursprünglich gehörte die Kapelle zur Vorburg der Burg Breitenstein. Sie sollte die Hauptburg vor Angreifern behüten, von denen erwartet wurde, dass sie das Gotteshaus der Burg nicht zerstören würden. Der Eingang zur Burg führte ursprünglich durch die untere Kapelle über die Schlucht auf den nördlichen Burgfelsen.
In der unteren Kapelle wurde der Gottesdienst für das Personal abgehalten, die obere Kapelle war für die Herrschaft reserviert. Der ursprünglich romanische Baustil wurde verändert, als Mitte des 18. Jahrhunderts die damals stark beschädigte Kapelle wieder instand gesetzt wurde. Bei dieser Renovierung wurde der jetzige Eingang zum Untergeschoss westlich der Steintreppe eingebrochen. In der unteren Kapelle wurden ein Tonnengewölbe eingezogen und ein einfacher Altar aufgestellt. Die obere Kapelle wurde mit einer Flachdecke überspannt und erhielt einen Rokoko-Altar. Auf dem Altarretabel ist die Heiligste Dreifaltigkeit dargestellt mit der Krönung Mariens. Links und rechts des Altars stehen auf Konsolen Statuen des heiligen Petrus und des heiligen Paulus. Von 1970 bis 1974 wurde die Kapelle grundlegend renoviert. Dabei erhielt der Dachreiter auch zwei kleine Kirchenglocken.